# Amore dolce, amore amaro, amore mio
Amore dolce, amore amaro, amore mio è un album del cantante italiano Fausto Leali, pubblicato dall'etichetta discografica CBS nel 1975.
Dall'album viene tratto il singolo Amore amaro, amore dolce, amore mio/Dum dum la la.

## Tracce

### Lato A
1. Il volo della farfalla
2. Brucia il paradiso
3. Amore dolce, amore amaro, amore mio
4. Una grande festa
5. L'ultima volta

### Lato B
1. Una chiesa di alberi e ginestre
2. Hey psst psst donna
3. Dum dum la la
4. Amore vivo
5. Ai dedik iù